# Телешко Надія Степанівна
Надія Степанівна Телешко (Маркіна) (нар. 4 вересня 1963, село Ганнівка, тепер Болградського району Одеської області) — українська радянська діячка, оператор машинного доїння корів радгоспу-заводу «Дністровський» Овідіопольського району Одеської області. Депутат Верховної Ради УРСР 11-го скликання.

## Біографія
Освіта середня.
З 1980 року — робітниця, доярка винрадгоспу «Зоря» села Височанське Тарутинського району Одеської області.
З 1982 року — оператор машинного доїння корів радгоспу-заводу «Дністровський» села Новоградківка Овідіопольського району Одеської області.
Потім — на пенсії в селі Новоградківка Овідіопольського району Одеської області.

## Нагороди
- ордени
- медалі